# Albert Memmi
Albert Memmi (ألبرت ميمي em árabe), (Túnis, 15 de dezembro de 1920 – Paris, 22 de maio de 2020) foi um escritor e ensaísta francês nascido na Tunísia.
Obteve a nacionalidade francesa em 1973.

## Morte
Morreu no dia 22 de maio de 2020 em Paris, aos 99 anos.

## Obras

### Em francês
- A contre-courants. Paris: Nouvel Objet, c1993. ISBN 2840850028
- Ah, quel bonheur! (precedido por L’exercice du bonheur). Paris: Arléa: Diffusion Seuil, c1995. ISBN 2869592507
- Albert Memmi: un entretien avec Robert Davies suivi de Itinéraire de l’expérience vécue à la théorie de la domination. Montréal: Éditions L’Étincelle: distribuidor, Réédition Québec, c1975.
- Bonheurs: 52 semaines. Paris: Arléa, c1992. ISBN 286959142X
- Le buveur et l’amoureux: le prix de la dépendance. Paris: Arléa: Diffusion Seuil, c1998. ISBN 2869593910
- Ce que je crois. Paris: B. Grasset, c1985. ISBN 2246311713
- La dépendance: esquisse pour un portrait du dépendant. Paris: Gallimard, c1979.
- Le désert: ou, La vie et les aventures de Jubair Ouali El-Mammi. Paris: Gallimard, c1977.
- Dictionnaire critique à l’usage des incrédules. Paris: Kiron/Editions du Félin, c2002. ISBN 2866454308
- L’écriture colorée, ou, Je vous aime en rouge: essai sur une dimension nouvelle de l’écriture, la couleur. Paris: Périple: Distribution Distique, c1986. ISBN 290454903X
- L’Homme dominé. Paris: Gallimard, 1968.
- L’Homme dominé; le Noir, le colonisé, le prolétaire, le Juif, la femme, le domestique, le racisme. Nouvelle éd. Paris: Payot, 1973. ISBN 222832230X
- L’individu face à ses dépendances. Paris: Vuibert, c2005. ISBN 2711761819
- Le juif et l’autre. Etrepilly: C. de Bartillat, c1995. ISBN 2841000257
- Juifs et Arabes. Paris: Gallimard, [1974].
- Le nomade immobile: récit. Paris: Arléa, c2000. ISBN 2869595212
- Le personnage de Jeha dans la littérature orale des Arabes et des Juifs. Jerusalém: Institute of Asian and African Studies, Hebrew University of Jerusalem, [1974?]
- Le pharaon: roman. Paris: Julliard, c1988. ISBN 2260005357
- Portrait du colonisé, précédé du portrait du colonisateur (prefácio de Jean-Paul Sartre). Paris: Payot, 1973.
- Portrait du colonisé, (precedido de Portrait du colonisateur e prefácio de Jean-Paul Sartre. Suivi de Les Canadiens francais sont-ils des colonisés? Ed. rev. e corr. pelo autor. Montréal: L’Etincelle, 1972. ISBN 088515018X
- Portrait du décolonisé arabo-musulman et de quelques autres. Paris: Gallimard, c2004. ISBN 2070771105
- Portrait du décolonisé arabo-musulman et de quelques autres. Ed. corr. e ampl. com posfácio. Paris: Gallimard, c2004. ISBN 2070773779
- Portrait d’un Juif. Paris: Gallimard, 1962-1966.
- Le racisme: description, définition, traitement. Paris: Gallimard, c1982. ISBN 207035461X
- Le Scorpion, ou, La confession imaginaire. Paris: Gallimard, 1969.
- La statue de sel (romance). Paris: Correa [1953].
- La statue de sel. Pref. de Albert Camus. Ed. rev. e corr. Paris: Gallimard [1966].
- Térésa et autres femmes: récits. Paris: Félin, c2004. ISBN 2866455681
- La terre intérieure: entretiens avec Victor Malka. Paris: Gallimard, c1976.

### Em português
- Retrato do Colonizado precedido de Retrato do Colonizador, MONDAR editores, Lisboa, editado a 17 de julho de 1974

- "A estátua de sal", tradução de Marcelo Jacques, Civilização Brasileira, Rio de Janeiro, 2008

### Hebraico
- Yehudim ṿe-Arvim. Targum, Aharon Amir. T.A. [Tel Aviv]: Sifriyat po'alim, [1975]